# Industrijska konoplja
Sjetvena konoplja (industrijska konoplja, lat. Cannabis sativa subsp. sativa), jedna od tri podvrste konoplje. u Republici Hrvatskoj njezin uzgoj legaliziran je početkom 2012. godine.

## Sinonimi
- Cannabis chinensis Del.
- Cannabis culta Mansf.
- Cannabis erratica Sievers
- Cannabis foetens Gilib.
- Cannabis generalis E. H. L. Krause
- Cannabis gigantea Crevost
- Cannabis indica Lam.
- Cannabis lupulus Scop.
- Cannabis macrosperma Stokes
- Cannabis pedemontana Camp
- Cannabis sativa var. chinensis (Delile) Asch. & Graebn.
- Cannabis sativa subsp. culta Sereb. ex Sereb. & Sizov